# 升g小調
升G小調是從升G音開始的音樂的小調，組成的音有升G、升A、B、升C、升D、E、升F及升G。升G小調是一個有5個升號的調。與降A小調異名同音。
它的關係調是B大調，並行大調是升G大調。